# Ženské obranné jednotky
Ženské obranné jednotky (Kurdsky: Yekîneyên Parastina Jin‎) známé také pod zkratkou YPJ jsou kurdskou vojenskou organizací a ženským křídlem Lidových obranných jednotek (YPG) založené roku 2012. YPG a YPJ jsou ozbrojeným křídlem Sjednocené demokratické strany, hlavní vojenskou složkou SDF a Syrského Kurdistánu (Rojava).

## Historie
Organizace vznikla z Kurdského hnutí odporu a v roce 2014 měla 7 000–10 000 dobrovolných členek ve věku od 18 do 40 let. YPJ se sloučila se svou sesterskou organizací YPG a bojovala proti všem skupinám pokoušející se zatáhnout kurdská území do občanské války. Účastnily se také bitvy o Kobani proti Islámskému státu.

## Zahraniční pomoc
Skupina není mezinárodně financována a v oblasti zásobování spoléhá na místní komunity. Každopádně v průběhu bitvy o Kobani obdržely YPG a YPJ až 24 tun lehkých zbraní a 10 tun lékařské pomoci od USA a Iráckého Kurdistánu.
Mají pouze lehkou výzbroj tvořenou puškami a kulomety nebo raketovými granátomety. Z dělostřelectva využívají jen minomety, v bojích však ukořistily několik tanků. Hlavní výzbrojí je asi čtyři sta lehkých obrněných vozidel, která dostaly v rámci pomoci při bojích s IS. Jde o IAG Guardian vyráběný ve Spojených arabských emirátech, americká vozidla Humvee a minám odolné International MaxxPro i menší Lenco BearCat. K přepravě využívají pick-upy, hlavně Toyoty Hilux.

## Vojenské operace v Iráku
Skupina sehrála důležitou roli v záchraně tisíců Jezídů z Islámským státem obklíčeného pohoří Džabal Sindžár (provincie Ninive) v srpnu roku 2014.

## Ideologie
Skupina byla chválena feministy za to, že se dokázala postavit tradičnímu smýšlení o ženách v regionu a zcela otočila očekávání o účasti žen v konfliktu. Na rozdíl od feministek západního typu, kromě dožadování práv, dokáží také převzít i takovou odpovědnost jako je nasazení ve vojenských operacích. Podle fotografky Erina Trieba obecně feministická organizace, i když to v současnosti není jejich primární úkol.